# It's Me
It's Me  è una power ballad del cantante statunitense Alice Cooper, estratta come secondo singolo dall'album The Last Temptation nel luglio del 1994. La canzone è stata scritta da Cooper con la collaborazione di Jack Blades e Tommy Shaw dei Damn Yankees.
Il singolo ha raggiunto la posizione numero 34 della Official Singles Chart nel Regno Unito, segnalandosi come l'ultimo successo rilevante di Cooper in classifica.

## Tracce
CD-Single Epic 660563 5
1. It's Me – 4:29
2. Poison (Live) – 5:01
3. Sick Things (Live) – 3:10

12" Picture Maxi Epic 660563 6
1. It's Me – 4:29
2. Bad Place Alone – 5:04
3. Poison (Live) – 5:01
4. Sick Things (Live) – 3:10

## Formazione
- Alice Cooper – voce
- Stef Burns – chitarra, cori
- Greg Smith – basso, cori
- Derek Sherinian – tastiere, cori
- John Purdell – tastiere aggiuntive
- David Uosikkinen – batteria

## Classifiche
| Classifica (1994) | Posizione massima |
| ----------------- | ----------------- |
| Regno Unito       | 34                |